# Erzbistum Adelaide

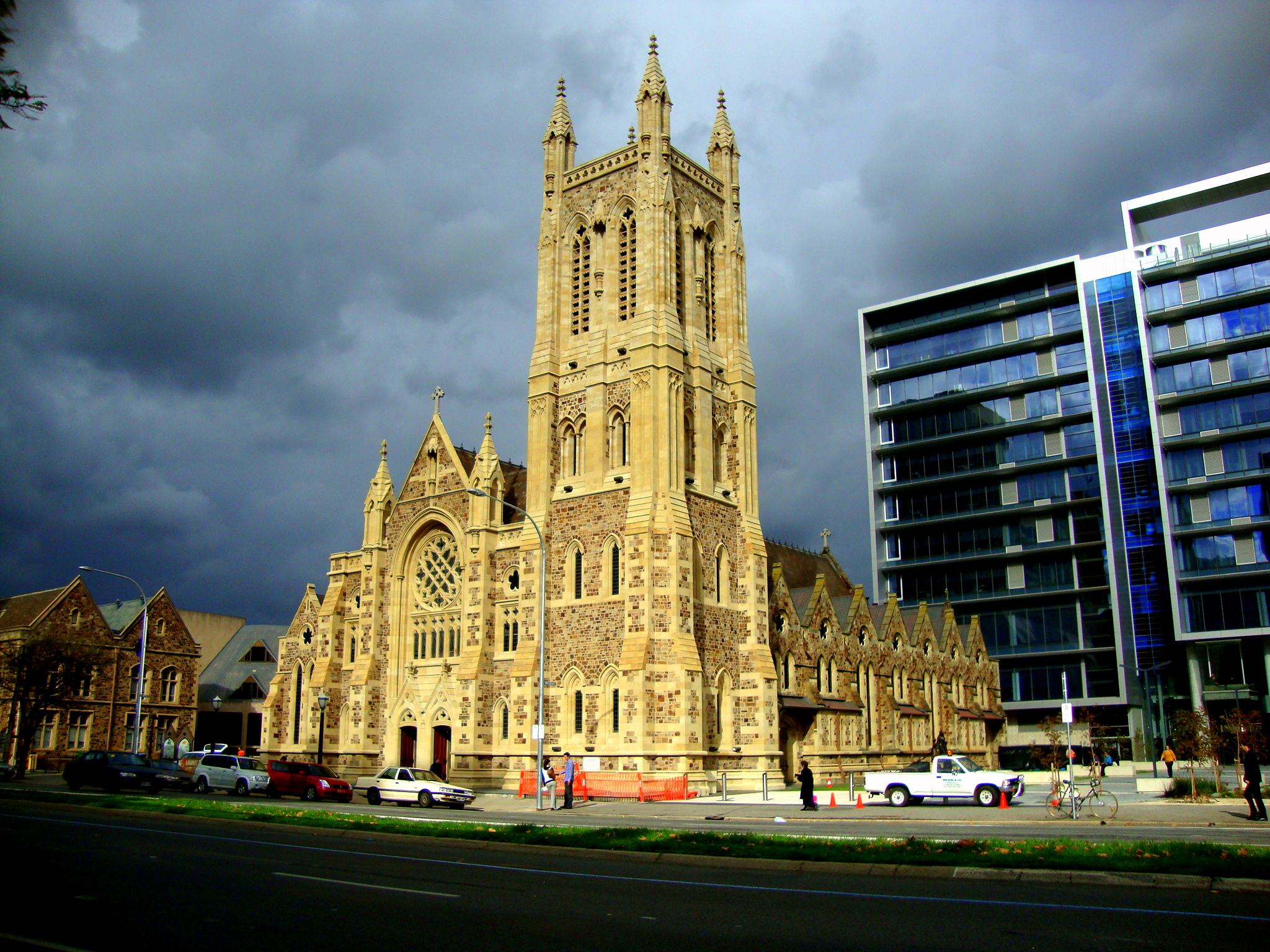
St. Francis Xavier’s Cathedral, Adelaide

Das Erzbistum Adelaide (lateinisch Archidioecesis Adelaidensis, englisch Archdiocese of Adelaide) ist ein römisch-katholisches Erzbistum mit Sitz in Adelaide, Australien.

## Geschichte
Am 5. April 1842 wurde von Papst Gregor XVI. das Apostolische Vikariat Adelaide („Adelaidensis“) aus dem 1834 gegründeten Vikariat „Neuholland und van Diemens Land“ heraus gegründet. Am 22. April 1842 erfolgte die Erhebung zum Bistum Adelaide. 1845 erfolgte die Ausgründung des Apostolisches Vikariats King George Sounde - The Sound, zwei Jahre später wieder die Eingliederung in das Bistum Adelaide und Bistum Perth. Am 10. Mai 1887 erfolgte durch Leo XIII. die Ernennung zum Erzbistum, zeitgleich die Ausgliederung des Bistums Porta Augusta, seit 1951 Bistum Port Pirie.
Die ersten katholischen Kirchen wurde 1845 in Adelaide und 1846 in Morphett Vale errichtet. Der erste Teil der „St. Francis Xavier’s Cathedral“ in Adelaide wurde 1858 eröffnet. Das Erzbistum Adelaide und das Bistum Port Pirie unterhalten unter anderem 104 katholische Schulen mit circa 46.000 Schülern (Stand 2006).
Das Bistum wurde in den Jahren 2010 bis 2012 von der Veröffentlichung einer Reihe von Kindesmissbrauchsfällen durch katholische Kleriker erschüttert. Am 3. Juni 2018 ernannte Papst Franziskus mit Gregory O’Kelly einen Apostolischen Administrator sede plena, womit die Amtsausübung des Diözesanbischofs Philip Wilson ruht. Zuvor war Wilson am 22. Mai 2018 von einem Gericht in Newcastle für schuldig befunden worden, das zu der Überzeugung gekommen war, dass Wilson in den 1970er Jahren verhinderte, dass ein pädophiler Priester zur Rechenschaft gezogen wurde, der sich an mindestens vier Jungen vergangen haben soll. Am 3. Juli 2018 wurde Wilson zu einer einjährigen Haftstrafe ohne Bewährung verurteilt. Wilson legte Berufung gegen seine Verurteilung ein und lehnte einen Rücktritt zunächst weiter ab. Am 30. Juli 2018 nahm Papst Franziskus Wilsons Amtsverzicht an. Am 6. Dezember 2018 wurde Wilson in 2. Instanz freigesprochen.

## Bischöfe, ab 1887 Erzbischöfe
- Francis Murphy (1842–1858)
- Patrick Bonaventure Geoghegan OFM (1859–1864, später Bischof von Goulburn)
- Laurence Bonaventure Sheil OFM (1865–1872)
- Christopher Augustine Reynolds (1873–1893), erster Erzbischof von Adelaide 1887–1893
- John O’Reilly (1895–1915)
- Robert William Spence OP (1915–1934)
- Andrew Killian (1934–1939)
- Matthew Beovich (1939–1971)
- James William Gleeson (1971–1985)
- Leonard Faulkner (1985–2001)
- Philip Wilson (2001–2018)
  - Patrick Michael O’Regan (2018–2020), Apostolischer Administrator sede plena
- Patrick Michael O’Regan (seit 2020)